# 吉原賢二
吉原 賢二（よしはら けんじ、1929年（昭和4年）9月16日 - 2022年 (令和4年) 11月27日）は、日本の化学者。専門は放射化学。

## 来歴

### 誕生 - 理学博士
1929年（昭和4年）9月16日に新潟県新潟市で生まれる。東北大学理学部化学教室を1953年（昭和28年）9月に卒業し、その後1954年（昭和29年）4月に通商産業省電気試験所に入所した。1957年（昭和32年）4月には日本原子力研究所に移動し研究員として勤務し、1965年（昭和40年）7月には同研究所副主任研究員となった。1968年（昭和43年）10月東北大学理学部化学科助教授として仙台に移り、1982年（昭和57年）には教授を歴任、放射化学の研究教育に努めた。
1961年（昭和36年）に東北大学から理学博士号を得た。博士論文は「人工放射性同位体のガンマ線源による核異性体の生成とその応用について」 。

### 助教授・教授として
放射化学の分野でもホットアトム化学と呼ばれる領域では国際的にも有名になった。1973年（昭和48年）9月には西ドイツ（当時）のカールスルーエ原子核研究センター（Kernforschungszentrum Karlsruhe、カールスルーエ大学の前身）に客員教授として滞在し、新錯体の合成に成功した。1982年（昭和57年）2月には東北大学理学部化学科教授に就任、以後定年退官まで放射化学の新分野の開拓に従事し、平成5年（1993年）には仙台で「テクネチウムの挙動と利用に関する国際シンポジウム (Topical Symposium on the Behavior and Utilization of Technetium) 」（現在の International Symposium on Technetium and Rhenium, IST）を主催した。第6回IST(南アフリカ2008）では吉原の同シンポジウム創設とテクネチウム科学への貢献を讃えて表彰。ドイツのシュプリンガー書店から "Technetium and Rhenium" 他2点の著書を出版。その他多数の放射化学の共著論文及び著書を出版した。

### 定年退官後
平成5年（1993年）3月に東北大学を定年退官し、東北大学名誉教授として化学史の研究を行う。元東北大学総長小川正孝が明治41年（1908年）に発見を報告したもののその後顧みられなくなっていた新元素ニッポニウムの実在を突き止め、それが現在でいうレニウムであったことを立証し、2008年（平成20年）化学史学会学術賞を受賞した。この研究は国内で再々テレビ、新聞等に紹介されただけでなく、海外でも評価が高い。英国BBC放送ホームページの元素事典でも取り上げられた。
社会的活動としては二男のインフルエンザ予防接種禍を契機として予防接種の安全及び被害者救済の運動を起こし、20年に及ぶ国家賠償法訴訟に勝訴した。この方面の著書として岩波新書『私憤から公憤へ』（1975初版、1999アンコール版）は多くの反響を呼び起こした。これを契機として1996年「いのちの尊厳を考える会」を設立、会長となる。その活動は『いのちの杜に歌声起こる』（イー・ピックス出版2007）にまとめられている。またエッセイストとして活動、日本エッセイスト・クラブ会員となり、著書に『夕映えの杜に』（イー・ピックス出版2009）などがある。
2022年（令和4年）11月27日に死去。

## 経歴
- 1929年（昭和4年）9月16日 - 新潟県新潟市に生まれる
- 1953年（昭和28年）9月 - 東北大学理学部化学教室を卒業
- 1954年（昭和29年）4月 - 通商産業省電気試験所に入所
- 1957年（昭和32年）4月 - 日本原子力研究所研究員に
- 1965年（昭和40年）7月 - 同研究所副主任研究員に
- 1961年（昭和36年） - 理学博士号を授与される
- 1968年（昭和43年）10月 - 東北大学理学部化学科助教授に就任
- 1973年（昭和48年）9月 - 西ドイツ（当時）のカールスルーエ原子核研究センターに客員教授として滞在
- 1982年（昭和57年）2月 - 同教授に就任
- 1993年（平成5年）3月
  - 東北大学を定年退官
  - テクネチウムの挙動と利用に関する国際シンポジウム (IST) を主催
- 2008年（平成20年） - 化学史学会学術賞を受賞
- 2022年（令和4年）11月27日 - 福島県いわき市で逝去

## 主な著作

### 著書
和書
- 吉原賢二『私憤から公憤へ―社会問題としてのワクチン禍』岩波書店、1975年12月22日。ISBN 978-4004111191。
- 吉原賢二『科学に魅せられた日本人―ニッポニウムからゲノム、光通信まで』岩波書店（岩波ジュニア新書）、2011年5月18日。ISBN 978-4005003723。
- 吉原賢二『化学者たちのセレンディピティー―ノーベル賞への道のり』東北大学出版会、2006年6月。ISBN 978-4861630286。
- 吉原賢二『夕映えの杜に』イーピックス出版、2009年9月1日。ISBN 978-4901602280。

洋書
- Yoshihara, Kenji (1990). Chemical Applications of Nuclear Probes. Topics in Current Chemistry. 157. Springer-Verlag Berlin Heidelberg. ISBN 978-3-662-15051-1
- Yoshihara, Kenji; Omori, Takashi (1996). Technetium and Rhenium. Topics in Current Chemistry. 176. Springer-Verlag Berlin Heidelberg. ISBN 978-3-662-14849-5